# 杨琴 (1968年)
杨琴（1968年—），湖北咸丰人，土家族，中华人民共和国政治人物、第十二届全国人民代表大会湖北地区代表。

## 生平
毕业于华中师范大学教育管理专业。加入中国民主建国会，担任民建恩施州委委员、恩施卫校副校长。2013年，担任全国人大代表。2018年2月24日，当选为第十三届全国人大代表。